# Időmértékes verselés
Az időmértékes verselés az irodalomban a rövid és hosszú szótagok váltakozására építő verselési forma.

## Története
Az időmértékes verselés antik verselési módszer. A görög és latin nyelv kiválóan alkalmas az időmérték alkalmazására. Első, legsikeresebb alkalmazója Homérosz (Odüsszeia című művében 13450 hexameteres sort alkalmazott). Leghíresebb görög költők:
- Anakreón
- Szapphó
- Alkaiosz

A római kultúra a görög műveltséget teljes mértékben átvette, így a verselést is. Leghíresebb római költők:
- Horatius
- Catullus
- Vergilius

A magyar nyelv azon kevés modern nyelv közé tartozik, amely természetétől fogva alkalmas az időmértékes verselésre (mivel a magyar nyelv eleve megkülönbözteti a hosszú és rövid magánhangzókat), így Sylvester Jánostól Berzsenyin át Radnótiig sokan alkalmazták. Más, indogermán (pl. svéd, angol, német) nyelvekben gyakran hosszú magánhangzók helyett a ritmus kedvéért olyan szótagokat használnak, ahol a mássalhangzók torlódása szabályozza a kicsengési időtartamot. Ez az úgynevezett analógiás (konstruktív) versépítő technika jól megfigyelhető Goethe vagy a svéd Georg Stiernhielm hexameteres költeményeiben.

## Szabályai
Az időmértékes verselés alapegysége a versláb, melynek alapegysége a mora. Egy rövid szótag 1 mora, egy hosszú szótag 2 mora értékű. Ennek megfelelően megkülönböztethetünk 2, 3, sőt 4 morás verslábakat. Az időmérték alapja a szótagok időtartama. A legismertebb időmértékes ritmusrend a görög-római verselés.
Az időmértékes ritmus alapeleme a szótag, egységei a versláb, a kólon és a periódusok: a verssor és a strófa.
A szótag az időmértékes versritmusban a következő magánhangzóig terjed, függetlenül attól, hogy a következő magánhangzó ugyanabban a szóban vagy a rá következőben található. A szótag rövid, ha a magánhangzója rövid, és utána legfeljebb egy rövid mássalhangzó van. Ebből következően kétfajta hosszú szótag létezik. A természeténél fogva hosszú szótagnak a magánhangzója hosszú. A helyzeténél fogva hosszú szótagnak ugyan rövid a magánhangzója, de utána vagy hosszú, vagy legalább két rövid mássalhangzó szerepel. A kettőshangzók (azaz diftongusok, pl. "ei", "ou") a mai magyar köznyelvben már nincsenek, de a régi szövegekben (ill. az idegen nevekben, pl. Akhilleusz, Európa) előfordulhatnak, és a verstanban általában egy hosszú szótagot alkotnak, de két rövid magánhangzónak is tekinthetők. A "kh" ("ch"), a "th" és a "ph" - az idegen nyelvek hangtani szabályait követve - egy-egy rövid mássalhangzónak számítanak.
Általános szabály, hogy a sor belsejében a rövid szótag helyett állhat hosszú szótag. A sorvégi hosszú helyén állhat rövid szótag. Egy soron belül a lejtésirány (emelkedés vagy ereszkedés) általában nem változik. A klasszikus időmértékes vers eredetileg nem ismeri a rímet, a hangsúlyt és az alliterációt.
A magyar irodalomban az időmértékes verselés a 16. században jelenik meg (Sylvester János révén), de csak a 18–19. század fordulóján alakulnak ki az általánosan elfogadott szabályok, az ún. klasszikus triász (Baróti Szabó Dávid, Rájnis József, Révai Miklós) vitája – a prozódiai vita – eredményeképpen. A legfontosabb sajátosság a magyar versben: az "a" névelő hosszú is lehet (összefüggésben azzal, hogy az "az" későbbi változata). A magánhangzók időtartamát a költői szabadság gyakran megváltoztathatja. Egy zárhang (p, t, k, b, d, g) és egy likvida (r vagy l) kapcsolata rövid lehet, pl.: apraja, atlasz.

## Verslábak és sorfajták
| Morák száma | Jambikus (emelkedő)                                                             | Trochaikus (ereszkedő)                                                              | Semleges |
| ----------- | ------------------------------------------------------------------------------- | ----------------------------------------------------------------------------------- | --- |
| 2           |                                                                                 |                                                                                     | - Pyrrichius: U (rövid-rövid) |
| 3           | - Jambus: U — (rövid-hosszú)                                                    | - Trocheus: — U (hosszú-rövid)                                                      | - Tribrachis: U (rövid-rövid-rövid) |
| 4           | - Anapesztus: U — (rövid-rövid-hosszú)                                          | - Daktilus: — U (hosszú-rövid-rövid)                                                | - Spondeus: — (hosszú-hosszú) - Bi-pyrrichius vagy proceleusmaticus: U (rövid-rövid-rövid-rövid) - Amphibrachys: U — U (rövid-hosszú-rövid)                                                                                              |
| 5           | - Bacchius: U — (rövid-hosszú-hosszú) - Paeon 4: U — (rövid-rövid-rövid-hosszú) | - Antibacchius: — U (hosszú-hosszú-rövid) - Paeon 1: — U (hosszú-rövid-rövid-rövid) | - Creticus: — U — (hosszú-rövid-hosszú) - Paeon 2: U — U (rövid-hosszú-rövid-rövid) - Paeon 3: U — U (rövid-rövid-hosszú-rövid) - Pentabrachis: U (rövid-rövid-rövid-rövid-rövid)                                                        |
| 6           | - Ionicus a minore: U — (rövid-rövid-hosszú-hosszú) [ejtsd: jonikusz aminóre]   | - Ionicus a maiore: — U (hosszú-hosszú-rövid-rövid) [ejtsd: jonikusz amajóre]       | - Choriambus: — U — (hosszú-rövid-rövid-hosszú) - Dijambus: U — U — (rövid-hosszú-rövid-hosszú) - Ditrochaeus: — U — U (hosszú-rövid-hosszú-rövid) - Antispastus: U — U (rövid-hosszú-hosszú-rövid) - Molossus: — (hosszú-hosszú-hosszú) |
| 7           | - Epitritos 1: U — (rövid-hosszú-hosszú-hosszú)                                 | - Epitritos 4: — U (hosszú-hosszú-hosszú-rövid)                                     | - Epitritos 2: — U — (hosszú-rövid-hosszú-hosszú) - Epitritos 3: — U — (hosszú-hosszú-rövid-hosszú) |
| 8           |                                                                                 |                                                                                     | - Dispondeus: — (hosszú-hosszú-hosszú-hosszú) |

A 6 morás és annál hosszabb verslábaknál nem tértünk ki minden lehetőségre, mert csekély gyakorlati jelentőségük van.
Források: ,  (PDF)

## A klasszikus időmértékes verslábak: jelentés, becenév és példa
Becenévként a 19. századi nyelvújító Fogarasi János javaslatai állnak itt.
| Név                      | Eredeti jelentés             | Becenév                 | Képlet                | Példa               |
| 2 morás:                 | 2 morás:                     | 2 morás:                | 2 morás:              | 2 morás:            |
| ------------------------ | ---------------------------- | ----------------------- | --------------------- | ------------------- |
| pirrichius               | tüzes                        | pici                    | ∪ ∪                   | csoki               |
| 3 morás:                 |                              |                         |                       |                     |
| tribrakhisz              | három rövid                  | szapora                 | ∪ ∪ ∪                 | szerepe             |
| jambus                   | gúnydal (?)                  | szökő                   | ∪ —                   | vadász              |
| trocheus v. choreus      | futó, kivonulási tánc        | perge, lejti            | — ∪                   | Béni                |
| 4 morás:                 |                              |                         |                       |                     |
| anapesztus               | visszapattanó                | lebegő, doboló          | ∪ ∪ —                 | csodaszép           |
| daktilus                 | ujjal rajzolt                | lengedi, görgedi        | — ∪ ∪                 | éjszaka             |
| spondeus                 | békekötésre                  | lassú, lépő             | — —                   | forró               |
| proceleuzmatikus         | felhívó, buzdító             | futamodi                | ∪ ∪ ∪ ∪               | csiribiri           |
| amphibrakhisz            | körben rövid                 | körösdi                 | ∪ — ∪                 | ki látta?           |
| 5 morás:                 |                              |                         |                       |                     |
| bacchius                 | Bakkhosz istené              | toborzó                 | ∪ — —                 | valóság             |
| palimbacchius            | ua. fordítva                 | tomboldi                | — — ∪                 | őrjöngve            |
| krétikus v. amphimakrosz | krétai tánc v. körben hosszú | ugrató                  | — ∪ —                 | óh, az éj!          |
| pentabrakhisz            | öt rövid                     | eliramodi               | ∪ ∪ ∪ ∪ ∪             | csodaparipa         |
| paión                    | istenek orvosa (kardalokban) | pergepici piciszökő     | 1. — ∪ ∪ ∪ 2. ∪ ∪ ∪ — | hársfatea borogatás |
| 6 morás:                 |                              |                         |                       |                     |
| kis jónikus              | ión tánclépés                | picilépő                | ∪ ∪ — —               | szerelemnek         |
| nagy jónikus             | ua. fordítva                 | lépőpici                | — — ∪ ∪               | álombeli            |
| antiszpasztus            | kötélhúzó játék              | toborzéki               | ∪ — — ∪               | barangolni          |
| koriambus v. choriambus  | kartánc, körtánc             | lengedező v. lejtiszökő | — ∪ ∪ —               | alszik a vár        |
| molosszus                | nehézkes                     | andalgó                 | — — —                 | száncsengő          |

## Hexameter
Hat verslábból álló sor. Görög és római verselés fő eleme. A verslábak daktilusok vagy spondeusok, az utolsó előtti mindig daktilus, az utolsó spondeus, vagy ritkábban trocheus.

## Pentameter
Neve szerint öt, de valójában hat (négy teljes, és két fél) verslábból álló verssor, amelyben a harmadik és hatodik csonka. Önálló sorként ritka, de az ókori görög költészetben gyakori a disztichonok második soraként.

## Disztichon
Egy sor hexameterből és egy sor pentameterből álló sorfajta.
A disztichon sorai rímtelenek.
„Gyűlölöm azt, aki telt kupa mellett bort iszogatván
— U U | – UU| –   U U| – –  | – U U | – —
háborut emleget és lélekölő viadalt.”
— U U |— U U| – || – UU| – U U| —
Anakreón: Gyűlölöm (részlet)